# Simone Velasco
Simone Velasco (Bologna, 2 december 1995) is een Italiaans wielrenner die anno 2022 rijdt voor Astana Qazaqstan.

## Overwinningen
2013
Trofeo Città di Loano
GP dell'Arno
2015
Coppa della Pace
Ruota d'Oro
2019
Trofeo Laigueglia
3e etappe Internationale Wielerweek
2023
3e etappe Ronde van Valencia
 Italiaans kampioenschap op de weg, Elite

## Resultaten in voornaamste wedstrijden
| Jaar | Ronde van Italië | Ronde van Frankrijk | Ronde van Spanje |
| ---- | ---------------- | ------------------- | ---------------- |
| 2016 |                  |                     |                  |
| 2017 |                  |                     |                  |
| 2018 |                  |                     |                  |
| 2019 |                  |                     |                  |
| 2020 |                  |                     |                  |
| 2021 |                  |                     |                  |
| 2022 |                  | 31e                 |                  |
| 2023 | 26e              |                     |                  |
| 2024 | 32e              |                     |                  |
| 2025 |                  | 38e                 |                  |

| Jaar | Milaan-San Remo | Amstel Gold Race | Luik-Bast.‑Luik | Ronde van Lombardije | Waalse Pijl | Clásica San Sebastián |  | WK op de weg |
| ---- | --------------- | ---------------- | --------------- | -------------------- | ----------- | --------------------- |  | ------------ |
| 2016 |                 |                  |                 | 51e                  |             |                       |  |              |
| 2017 | 110e            |                  |                 | 50e                  |             |                       |  |              |
| 2018 |                 |                  |                 | 35e                  |             |                       |  |              |
| 2019 | 31e             |                  |                 | 86e                  |             |                       |  |              |
| 2020 | 43e             |                  |                 | 64e                  |             |                       |  |              |
| 2021 |                 | 123e             | 97e             |                      | 100e        |                       |  |              |
| 2022 |                 |                  | 92e             | 59e                  | 69e         | 27e                   |  |              |
| 2023 | 47e             | 17e              | 19e             | 104e                 | 79e         | 28e                   |  | 27e          |
| 2024 | 25e             | 18e              | 34e             | 65e                  | opgave      | 72e                   |  |              |
| 2025 | 22e             | 50e              | 4e              |                      | 28e         | 58e                   |  |              |

### Resultaten in kleinere rondes
| Jaar | Tirreno-Adriatico | Ronde van Catalonië | Critérium du Dauphiné | Ronde van Zwitserland |
| ---- | ----------------- | ------------------- | --------------------- | --------------------- |
| 2016 |                   |                     |                       |                       |
| 2017 | 107e              |                     |                       |                       |
| 2018 |                   |                     |                       |                       |
| 2019 | 37e               |                     |                       |                       |
| 2020 | 82e               |                     |                       |                       |
| 2021 | 110e              |                     |                       |                       |
| 2022 | 35e               | 36e                 | 59e                   |                       |
| 2023 |                   | 67e                 |                       | 87e                   |
| 2024 | 28e               |                     |                       |                       |
| 2025 | 26e               |                     |                       |                       |

## Ploegen
- 2016 –  Bardiani CSF
- 2017 –  Bardiani CSF
- 2018 –  Wilier Triestina-Selle Italia
- 2019 –  Neri Sottoli-Selle Italia-KTM
- 2020 –  Gazprom-RusVelo
- 2021 –  Gazprom-RusVelo
- 2022 –  Astana Qazaqstan
- 2023 –  Astana Qazaqstan
- 2024 –  Astana Qazaqstan
- 2025 –  XDS Astana Team

Andreetta · Barbin · Boem · Bongiorno · Chirico · Ciccone · Colbrelli · Maestri · Pirazzi · Rota · Ruffoni · Simion · L.Sterbini · S.Sterbini · Tonelli · Velasco · Zardini
Albanese · Andreetta · Barbin · Boem · Bresciani · Ciccone · Maestri · Maronese · Pacinotti · Pirazzi · Rota · Ruffoni · Simion · Sterbini · Tonelli · Velasco · Wackermann · Zardini · Fortunato (stagiair) · Orsini (stagiair)
Bertazzo · Bevilacqua · Busato · Coledan · Flórez · Fonzi · Kasjavy · Mareczko · Mosca · Pacioni · Pozzato · Raggio · Rosa · Turrin · Velasco · Zardini · Zhupa
Bojev · Canola · D. Cima · I. Cima · Koelikov · Koelikovski · Koerjanov · Koezmin · Koeznetsov · Nekrasov · Nytsj · Rikoenov · Rovny · Rybalkin · Scaroni · Sjaloenov · Strachov · Tsjerkasov · Tsjernetski · Velasco · Karaljok (stagiair)
Bojev · Canola · D. Cima · I. Cima · Kotsjetkov · Kreuziger · Koezmin · Koeznetsov · Nekrasov · Nytsj · Rikoenov · Rovny · Scaroni · Sjaloenov · Strachov · Tsjerkasov · Tsjernetski · Vacek · Velasco · Zakarin · Dversnes (stagiair) · Lucca (stagiair) · Lunder (stagiair)
Basso · Battistella · Boaro · Broesenski · Conti · de Bod · de la Cruz · Dombrowski · Fjodorov · Felline · Gazzoli (tot 10/8) · Gïdïç · Groezdev · Henao (tot 31/07) · López · Loetsenko · Martinelli · Moscon · Natarov · A. Nibali · V. Nibali · Nurlykhassym · Pronskïÿ · Raboesjenka · Romo · Scaroni (vanaf 28/07) · Tejada · Velasco · Zacharov · Zejts · Chzhan (stagiair) · Syritsa (stagiair)
Basso · Battistella · Boaro · Bol · Broesenski · Cavendish · Chzhan · de la Cruz · Dombrowski · Fjodorov · Felline · Garofoli · Gïdïç · Groezdev · Laas · Loetsenko · Martinelli · Moscon · Natarov · Nibali · Nurlykhassym · Pronskïÿ · Raboesjenka · Romo · Sánchez · Scaroni · Syritsa · Tejada · Velasco · Zejts
Ballerini · Battistella · Bettiol (vanf 15/8) · Bol · Brusenskii · Cavendish · Charmig · Fjodorov · Fortunato · Garofoli · Gazzoli · Giditş · Groezdev · Kanter · Koezmin · López · Loetsenko · Maroechin · Mulubrhan · Mørkøv · Pronskii · Scaroni · Schelling · Selig · Syritsa · Tejada · Tsjzjan · Umba · Velasco · Vinokoerov · Goyo (stagiair) · Smirnov (stagiair) · Trezise (stagiair)